# آرشر (مسلسل)
آرشر (بالإنجليزية: Archer) مسسلسل رسوم متحركة كوميدي للكبار. من إعداد آدم ريد ويعرض على قناة «FX». عرضت الحلقة الأولى كعرض تجريبي في 17 سبتمبر، 2009، قبل ان يبدأ عرض الموسم الأول في 14 يناير، 2009. بدأ عرض الموسم الحالي السابع في 31 مارس، 2016.

## قصة المسلسل
تدور القصة حول «خدمة الاستخبارات السرية الدولية» أو "ISIS" ومقرها في نيويورك للخدمات الاستخبارية السرية، العميل السري ستيرلينغ آرشر، مالوري مديرة الوكالة المتسلطة، زميلة آرشير وحبيبته السابقة لانا كاين والموظفين راي جيليت، سيريل فيغيس، بام بوفييه، شيريل تانت والدكتور الغيرنوب كريغير.
خلال الموسم الخامس تحولت القصة من عالم الجاسوسية والاستخبارات إلى مسلسل شبيه بالمسلسل الشهير «ميامي فايس» وعملت الوكالة بتجارة المخدرات عندما حلتها الحكومة الأمريكية، تقوم المجموعة ببيع المخدرات «كوكايين» بينما تتجه شيريل لمهنة الغناء.
في الموسم السادس قرر منتجوا البرنامج عدم استخدام اسم "ISIS" اختصاراً لـ (خدمة الاستخبارات السرية الدولية) في ذلك الوقت عندما ظهرت الجماعة الارهابية «الدولة الإسلامية في العراق والشام» التي تحمل نفس الاسم مختصراً لـ (ISIS).
في الموسم السابع غُير مسير الاحداث مجدداً ففي نهاية الموسم السادس طردت شخصيات المسلسل من وكالة المخابرات المركزية ووضعت في القائمة السوداء، تنتقل المجموعة إلى لوس انجلوس، كاليفورنيا ليفتتحوا «وكالة فيغيس للتحقيقات الخاصة».

تدور احداث المسلسل في فترة الستينيات كما ترتدي شخصيات المسلسل ثياب وقصات شعر من تلك الحقبة. واماكن مثل الاتحاد السوفيتي، كوبا وتركمانستان.

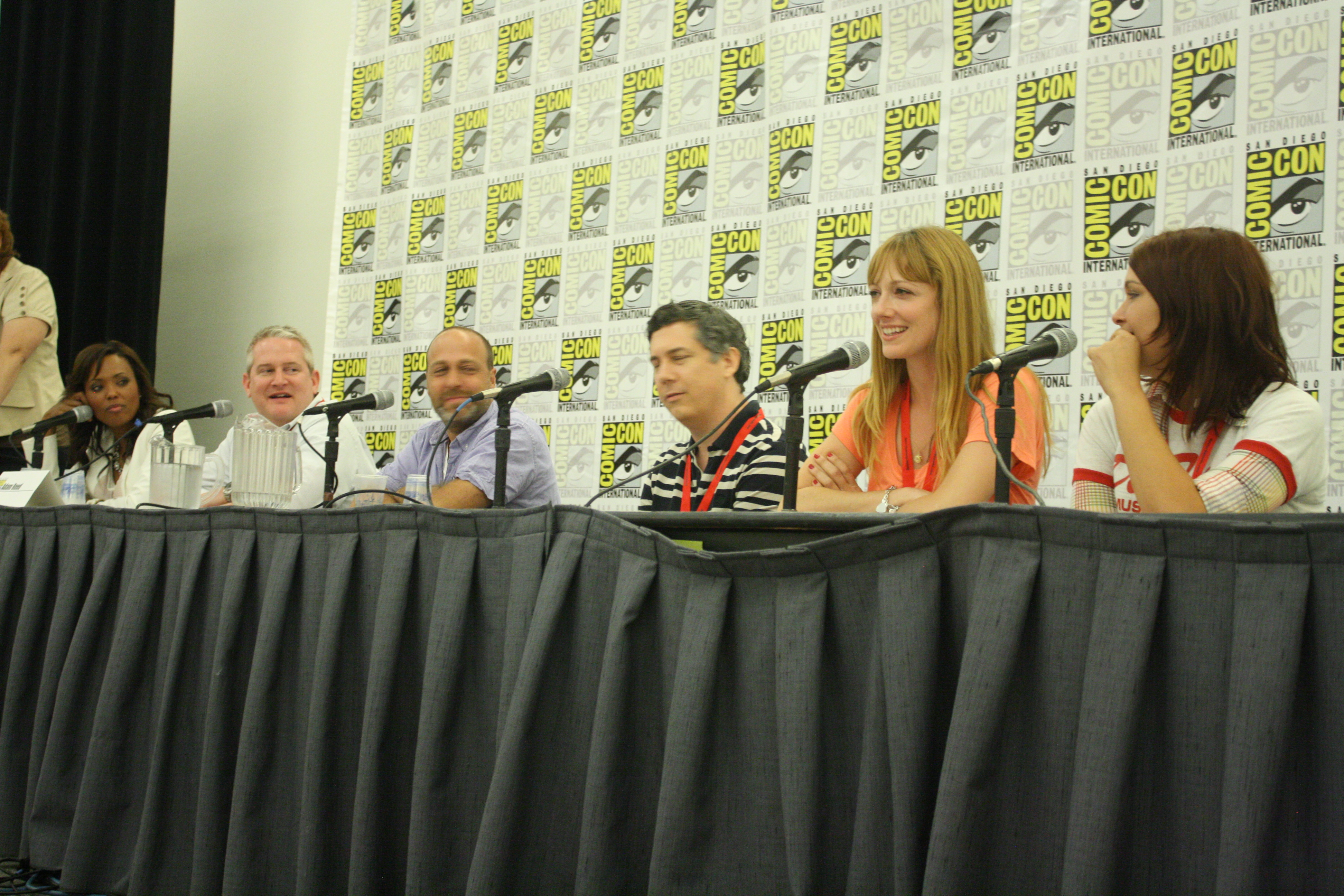
من اليسار إلى اليمين: عايشة تايلور، آدم ريد، إتش جون بنيامين، كرس بارنيل، جودي جرير وامبير ناش في كومك-كون عام 2012

## الحلقات

### نظرة عامة
| الموسم | الحلقات | الحلقات | الأصلي         | الأصلي        |
| الموسم | الحلقات | الحلقات | الأول          | الأخير        |
| ------ | ------- | ------- | -------------- | ------------- |
| 1      | 10      | 10      | 17 سبتمبر 2009 | 18 مارس 2010  |
| 2      | 13      | 13      | 27 يناير 2011  | 21 أبريل 2011 |
| 3      | 13      | 13      | 15 سبتمبر 2011 | 22 مارس 2012  |
| 4      | 13      | 13      | 17 يناير 2013  | 11 أبريل 2013 |
| 5      | 13      | 13      | 13 يناير 2014  | 21 أبريل 2014 |
| 6      | 13      | 13      | 8 يناير 2015   | 2 أبريل 2015  |
| 7      | 13      | 13      | 31 مارس 2016   | 23 يونيو 2016 |

## الشخصيات الرئيسية

### الشخصيات الرئيسية
- ستيرلينغ مالوري آرشر (إتش جون بنيامين)، عميل سري اسمه الحركي (الدوقة)، وزنه 83 كم، طوله 1.88 سم وعمره 36 سنة.
- لانا أنثوني كاين (عايشة تايلور) عميلة سرية.
- مالوري آرشر (جيسيكا والتر) والدة آرشر ورئيسة (آيسس).
- سيريل فيغيس (كريس بارنيل).
- شيريل تانت (جودي جرير).
- باميلا «بام» بوفييه (امبير ناش).
- الدكتور كريغر (لاكي يايتس) مدير ابحاث آيسيس.
- رايموند كيو. «راي» جيليت (آدم ريد).
- وودهاوس (جورج كو) خادم آرشر.

### شخصيات متكررة
- ماج. نيكولاي جاكوف (بيتر نيومان).
- باري ديلان (دايف ويليس).
- كاتيا كازانوفا (اونا غراور).
- رون كاديلاك (رون لايبمان).
- لين تركسلار (جيفري تامبور).

## الإنتاج
يستغرق إعداد كل حلقة من حلقات آرشر عدة أشهر بعد اكتمال نصوصها. ينتجآرشر من قبل شركة فلويد كاونتي التي يمتلكها ريد في اتلنتا، جورجيا.

## الجوائز والترشيحات
| السنة | الجائزة                   | الفئة                             | المرشحين                           | النتائج |
| ----- | ------------------------- | --------------------------------- | ---------------------------------- | ------- |
| 2010  | جوائز الإيمي برايم تايم   | أفضل أداء صوتي                    | إتش جون بينيامين (لأداءه صوت) آرشر | رُشِّح     |
| 2010  | جوائز نيو/ناو/نيكست       | أفضل مسلسل تلفزوني انم لاتشاهدونg | مسلسل آرشر                         | فوز     |
| 2011  | جوائز اختيار نقاد التلفاز | أفضل مسلسل كوميدي                 | مسلسل آرشر                         | رُشِّح     |
| 2012  | جوائز الكوميديا           | أفضل مسلسل رسوم متحركة كوميدي     | مسلسل آرشر                         | فوز     |
| 2012  | جوائز اختيار نقاد التلفاز | أفضل مسلسل رسوم متحركة            | مسلسل آرشر                         | فوز     |
| 2013  | جوائز اختيار نقاد التلفاز | أفضل مسلسل رسوم متحركة            | مسلسل آرشر                         | فوز     |
| 2013  | جوائز آني                 | أفضل مسلسل رسوم متحركة            | مسلسل آرشر                         | رُشِّح     |
| 2014  | جوائز اختيار نقاد التلفاز | أفضل مسلسل رسوم متحركة            | مسلسل آرشر                         | فوز     |
| 2014  | جوائز الإيمي برايم تايم   | أفضل مسلسل رسوم متحركة            |                                    | رُشِّح     |
| 2015  | جوائز اختيار نقاد التلفاز | أفضل مسلسل رسوم متحركة            | مسلسل آرشر                         | فوز     |
| 2015  | جوائز الإيمي برايم تايم   | أفضل مسلسل رسوم متحركة            | حلقة "بوكيت ليستن"                 | رُشِّح     |
| 2015  | جوائز الإيمي برايم تايم   | أفضل مسلسل رسوم متحركة            | تيم فارال ومارك باتيرسون           | فوز     |

## وصلات خارجية
- الموقع الرسمي
- آرشر على موقع IMDb (الإنجليزية)
- آرشر على موقع ميتاكريتيك (الإنجليزية)
- آرشر على موقع روتن توميتوز (الإنجليزية)
- آرشر على موقع نتفليكس (الإنجليزية)
- آرشر على موقع فيلمافينيتي (الإسبانية)
- آرشر على موقع كينوبويسك (الروسية)
- آرشر على موقع ألو سيني (الفرنسية)
- آرشر على موقع قاعدة بيانات الفيلم (الإنجليزية)